# Stadtkirche Rhinow

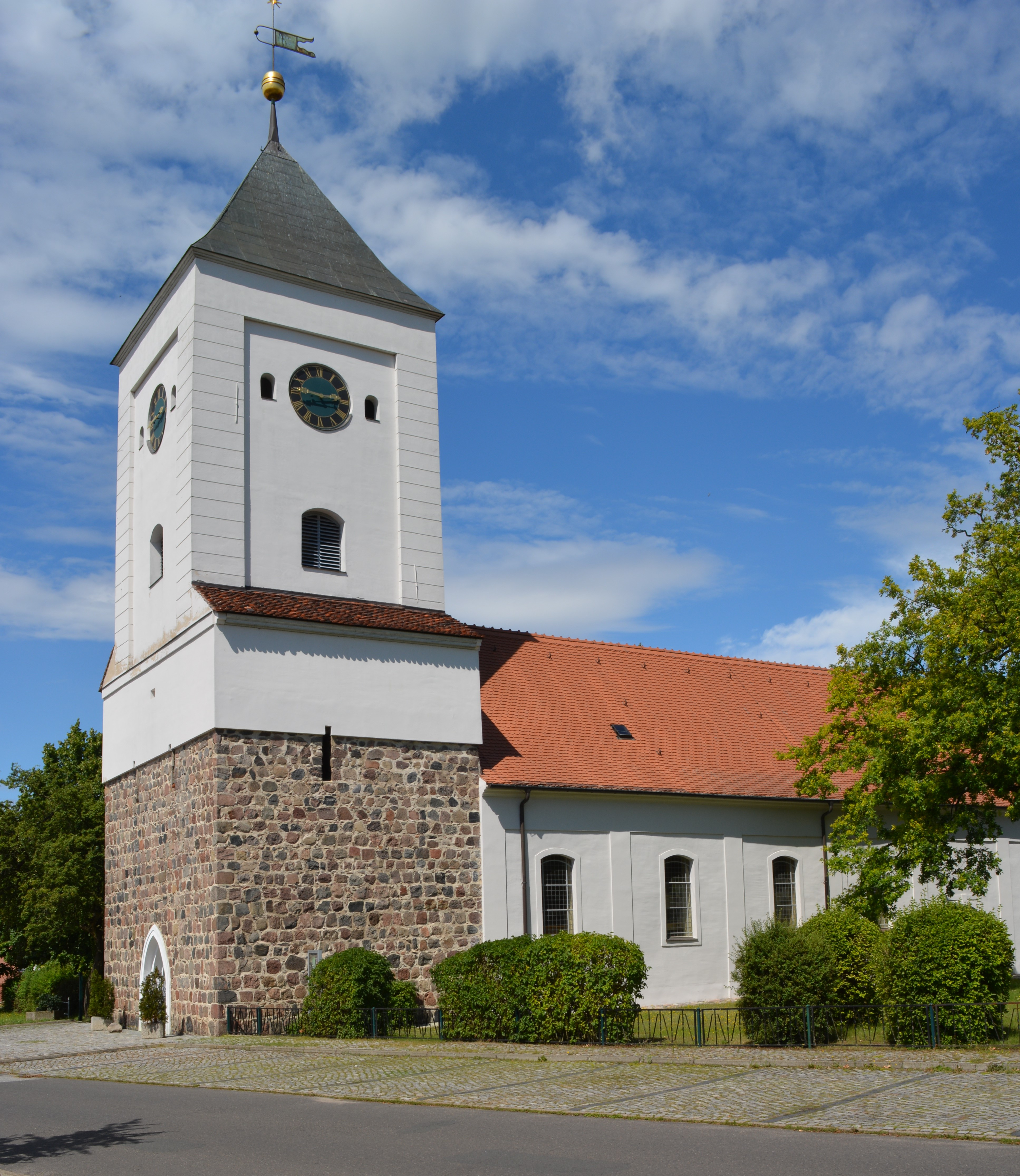
Stadtkirche in Rhinow

Die evangelische Stadtkirche Rhinow ist eine Saalkirche in Rhinow, einer Stadt im brandenburgischen Landkreis Havelland. Die Kirchengemeinde gehört der Kirchengemeinde Rhinower Ländchen im Kirchenkreis Nauen-Rathenow der Evangelischen Kirche Berlin-Brandenburg-schlesische Oberlausitz an. Das Gebäude steht unter Denkmalschutz.

## Baubeschreibung
Die Kirche steht am Marktplatz im Rhinower Stadtkern, nördlich der Bundesstraße 102. 
Das Gebäude besteht aus einem querrechteckigen Turm und einem verputzten Saalbau, der im Kern ein frühgotischer Feldsteinquaderbau aus dem 13. Jahrhundert ist. Das Turmuntergeschoss, ebenfalls aus gequaderten Feldsteinen gemauert, ist größtenteils unverputzt und zeichnet sich durch Schlitzöffnungen und ein spitzbogiges Westportal aus. Im Jahr 1734/35 wurde eine umfassende Erneuerung durchgeführt, die einen dreiseitigen Ostschluss und stichbogige Fenster einschloss. Der Turm wurde nach einem Brand im Jahr 1740 massiv aufgestockt und erhielt ein Oberteil mit Ecklisenen sowie einer geschwungenen Haube, die im Jahr 1838 durch ein Zeltdach ersetzt wurde. Ursprünglich war die Turmhalle durch einen Spitzbogen zum Schiff hin geöffnet. Das von einer Flachdecke überspannte Schiff enthält bemalte Wandfelder mit dem Stadtwappen von 1580 und dem Familienwappen der Familie von der Hagen, die beide im 18. Jahrhundert entstanden sind. Die Gebäudehülle wurde im Zeitraum von 2004 bis 2006 umfassend saniert; 2009/10 folgte der Innenraum.
Der Kanzelaltar stammt aus dem Jahr 1734/35 und hat einen klaren Säulenaufbau. Er wird von fast lebensgroßen Figuren von Paulus und Petrus flankiert, während über einer Mosesbüste der gebauchte Kanzelkorb angebracht ist. Darüber befindet sich ein kronenartiger Schalldeckel mit einer Strahlensonne. Die Hufeisenempore stammt aus dem 19. Jahrhundert. Der Orgelprospekt aus dem Jahr 1848 und geht auf Friedrich Hermann Lütkemüller zurück. In der Turmhalle befindet sich eine geschnitzte, spätgotische Pietà aus dem 15. Jahrhundert, die jedoch beschädigt ist.